# Mirabeau, Vaucluse
Mirabeau este o comună în departamentul Vaucluse din sud-estul Franței. În 2009 avea o populație de 1.163 de locuitori.

## Evoluția populației
| An        | 1975 | 1982 | 1990 | 1999 | 2006  | 2009  |
| --------- | ---- | ---- | ---- | ---- | ----- | ----- |
| Populație | 410  | 458  | 770  | 907  | 1.055 | 1.163 |